# Welyki Krywtschyzi
Welyki Krywtschyzi (ukrainisch Великі Кривчиці; russisch Кривчицы, polnisch Krzywczyce) ist ein Stadtviertel der westukrainischen Stadt Lemberg (im Stadtrajon Lytschakiw).

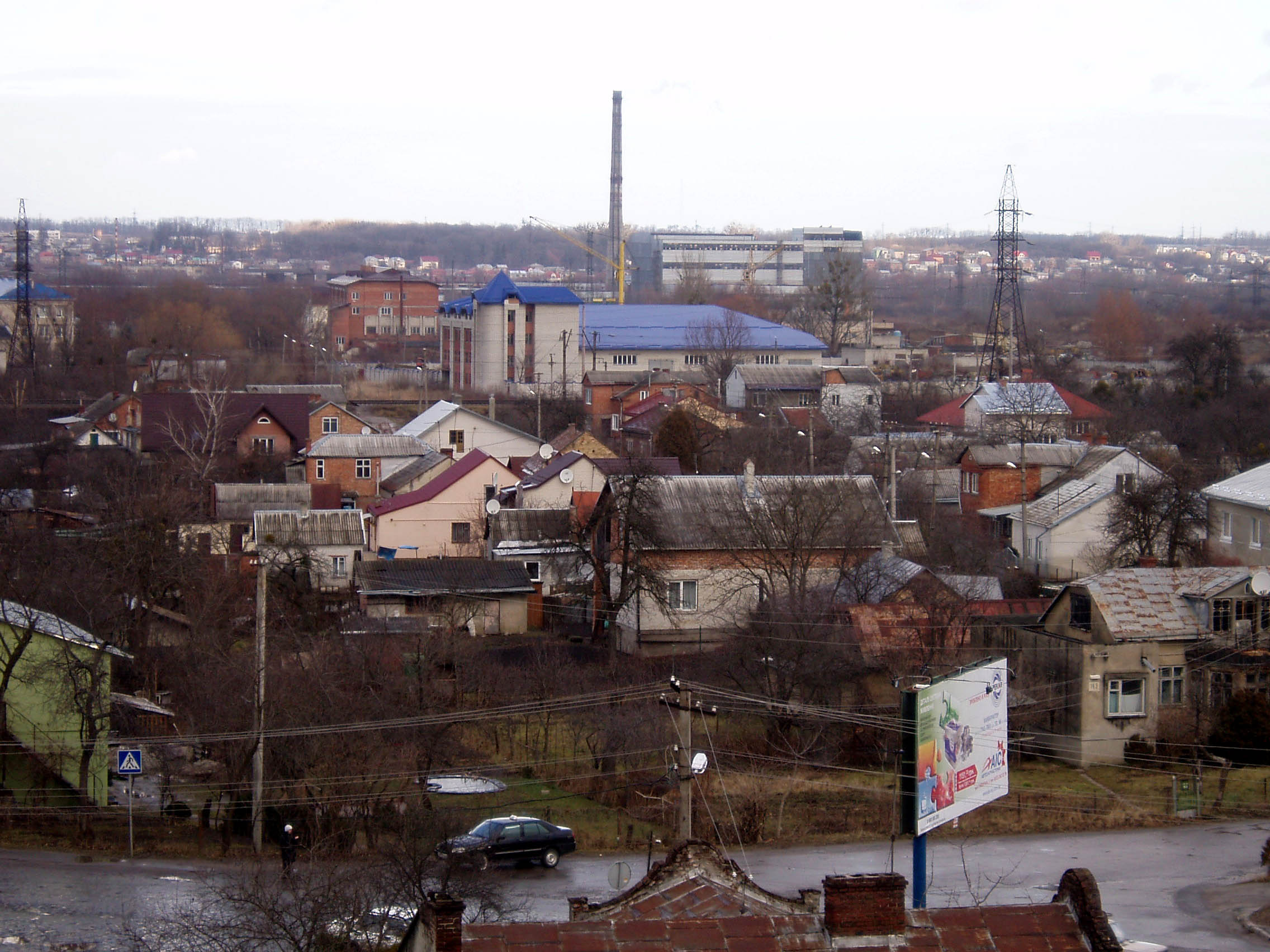
Blick auf Welyki Krywtschyzi

## Geschichte
1415 wurde Krzwilyas (gekrümmter/schiefer Wald) erwähnt, danach folgten die Erwähnungen von Krzywczycze (1444) und Crziwczicze (1469). Der Ortsname bezeichnet Bewohner des gekrümmten/schiefen Orts.
Das Dorf gehörte zur Adelsrepublik Polen-Litauen, Woiwodschaft Ruthenien, Lemberger Land. Im Chmelnyzkyj-Aufstand gab es im Ort bei den Belagerungen von Lemberg in den Jahren 1648 und 1655 Lager von Chmelnyzkyjs Armee.
Bei der Ersten Teilung Polens kam das Dorf 1772 zum neuen Königreich Galizien und Lodomerien des habsburgischen Kaiserreichs (ab 1804). 1830 wurde eine Zuckerfabrik im Ort eröffnet. 1869 wurde die Bahnstrecke Lwiw–Brody im Norden eröffnet. Zu dieser Zeit kam es zur verstärkten Suburbanisierung. Die Einwohnerzahl stieg von 799 im Jahr 1880 auf 1212 im Jahr 1900.
Im Jahre 1900 hatte die Gemeinde Krzywczyce 159 Häuser mit 1212 Einwohnern, davon waren 1121 Ruthenischsprachige, 48 Polnischsprachige, 34 Deutschsprachige, 1156 waren griechisch-katholisch, 19 römisch-katholisch, 13 jüdischer Religion, 24 anderen Glaubens.
Nach dem Ende des Polnisch-Ukrainischen Kriegs 1919 kam die Gemeinde zu Polen. Im Jahre 1921 hatte sie 213 Häuser mit 1693 Einwohnern, davon waren 1587 Polen, 42 Ruthenen, 64 Juden (Nationalität), 1406 waren römisch-katholisch, 193 griechisch-katholisch, 92 Juden (Religion).
Am 1. April 1931 wurde der Teil der Gemeinde im Südwesten in die Stadt eingemeindet. Im eingemeindetem neuen Stadtviertel wurde eine Arbeitersiedlung („Robotnicza Kolonia Krzywczyce“) sowie einer Villenviertel („Kolonia Profesorska“) erbaut. Nach Wolodymyr Kubijowytsch hatte [Wielkie] Krzywczyce (das Dorf) im Jahr 1939 1560 Bewohner, davon 1320 Polen, 160 Juden und 80 Ukrainer. 1946 verlassen den Ort die Polen, an ihre Stelle kamen die Ukrainer aus der Umgebung von Przemyśl. Erst 1962 folgte die Eingemeindung der Reste des Orts mit dem Altdorf.

## Sehenswürdigkeiten
- Museum für Volksarchitektur und Landleben Schewtschenko-Hain